# 積水リース
積水リース株式会社（せきすいリース、英文社名: Sekisui Leasing Co.,Ltd.）は、大阪府大阪市中央区に本社を置く、リース事業を営む株式会社である。1979年に積水化学工業の子会社として設立、2002年より日立キャピタル（現・三菱HCキャピタル）の連結子会社を経て、2024年6月より京都フィナンシャルグループ（京都銀行の親会社）の子会社。

## 概要
1979年、リース・ローンで積水グループ各社をサポートする目的で、積水化学工業のリース事業を母体とし、積水化学工業70％、三和銀行・東洋信託銀行・大和銀行・第一生命保険・東京海上火災保険・興亜火災海上保険が計30%の出資で設立された。その後主に西日本を中心に営業展開。2002年2月に親会社積水化学工業が積水リースの株式譲渡を発表、同年3月31日に譲渡が行われ、日立キャピタル株式会社の連結子会社となった。2024年6月に三菱HCキャピタルが株式90%を譲渡し、京都フィナンシャルグループの子会社となった。

## 沿革
- 1979年（昭和54年）10月 - 会社設立。大阪本社･大阪営業所（大阪市北区）・東京営業所開設。[6]
- 1982年（昭和57年）6月 - 福岡営業所開設。[6]
- 1998年（平成10年）3月 - 積水化学工業の100%子会社となる[6]。
- 1999年（平成11年）4月 - 名古屋支店開設。[6]
- 2002年（平成14年）3月 - 日立キャピタル（現・三菱HCキャピタル）の連結子会社となる。[2][3]
- 2013年（平成25年）2月 - 本社を大阪府大阪市中央区に移転。[6]
- 2024年（令和6年）6月 - 京都フィナンシャルグループの子会社となる。